# كيفن بارنز (لاعب كرة قدم أمريكية)
كيفن بارنز (بالإنجليزية: Kevin Barnes)‏ هو لاعب كرة قدم أمريكية أمريكي، ولد في 15 سبتمبر 1986 في فاييتفيل في الولايات المتحدة.

## وصلات خارجية
- كيفن بارنز على موقع مرجع كرة القدم المحترفة.كوم (الإنجليزية)